# Konso (grupa etniczna)

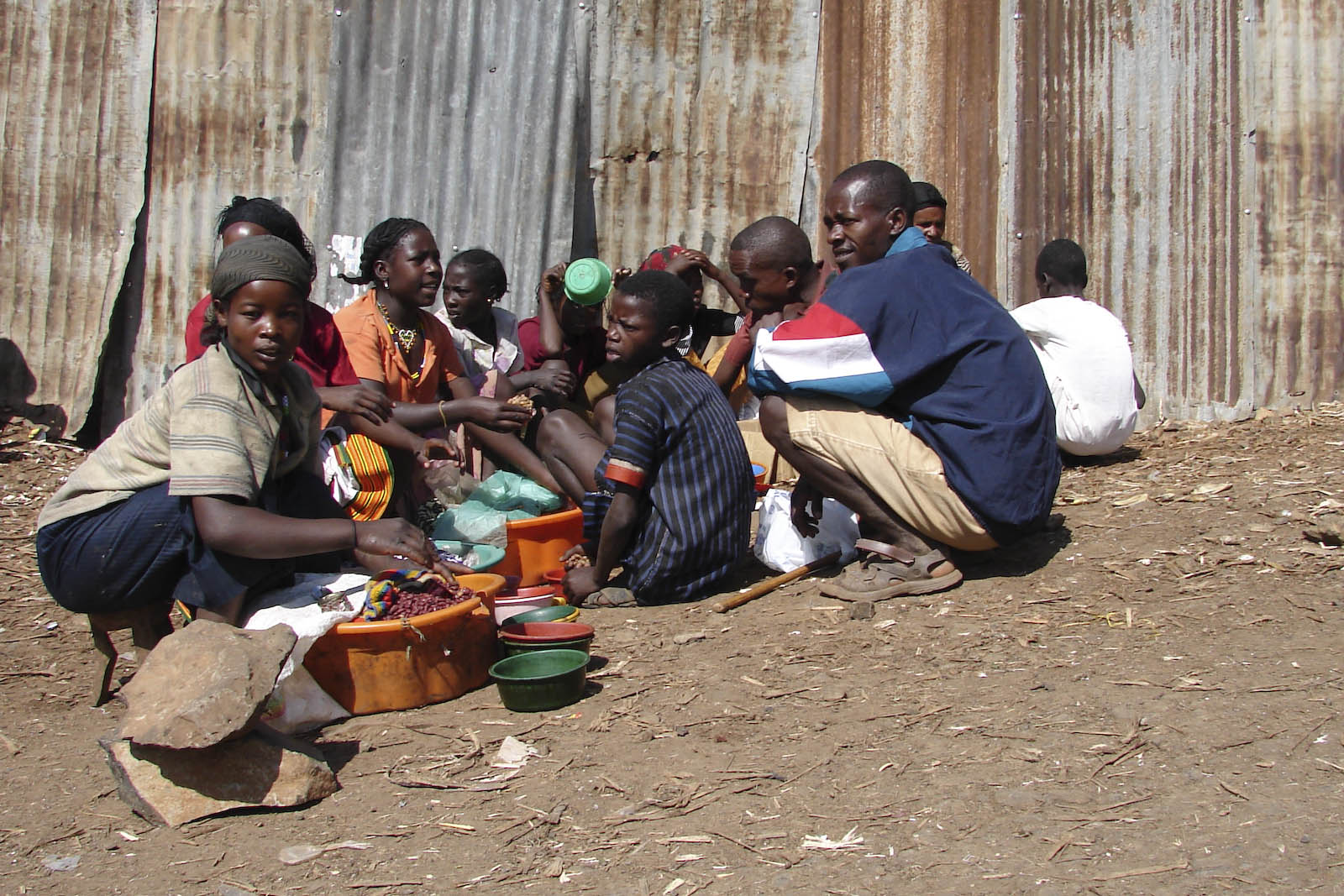
Konso

Konso – grupa etniczna zamieszkująca tereny Regionu Narodów, Narodowości i Ludów Południa w południowo-zachodniej Etiopii, na południe od Jeziora Małgorzaty. Konso posługują się językiem konso z grupy wschodniokuszyckiej.
Lud Konso znany jest przede wszystkim z uprawy pól tarasowych oraz budowy drewnianych stel. Stele te przedstawiają najczęściej wojowników, noszących zdobienia głowy o kształcie fallicznym. Wioski Konso charakteryzują się gęstą zabudową i otoczone są wysokimi, masywnymi wałami z kamienia. Dawniej wały te chroniły mieszkańców przed wrogami oraz dzikimi zwierzętami, takimi jak hieny czy lwy. Nieliczne wejścia były przez cały czas strzeżone przez mężczyzn.